# WorldCom
WorldCom fue una empresa importante del sector de las telecomunicaciones con sede Estados Unidos, que se declaró en quiebra en julio de 2002.
Que esta no hubiera ocurrido antes, fue gracias a los prestamistas que lo mantenían a flote. Entre ellos estaban J.P. Morgan Chase, Citigroup y General Electric.
Al presentar la quiebra, WorldCom debía 75 mil millones de dólares en intereses vencidos, y consiguió una línea de crédito de hasta dos mil millones de dólares de un consorcio de prestamistas.

## Historia

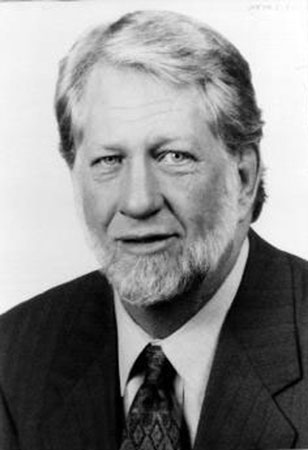
Imagen de Bernard Ebbers en 2001.

En el año 1983, Bernard Ebbers, dueño de una cadena de hoteles en Misisipi, emprendió un nuevo negocio en el sector de las telecomunicaciones. Bernard aprovechó la oportunidad de que la empresa AT&T se segregó en sectores más pequeños (las llamadas "Baby Bells"). De este modo, durante casi dos años Ebbers adquirió pequeñas empresas de telecomunicaciones para formar una red nacional en todo los Estados Unidos. A partir de 1984 y 1994 crea LDDS (Long Distance Discount Service) que empezó a trabajar en Mississipi. Años más tarde, la empresa cambia de nombre a WorldCom y dispuesto a ganar más participación de mercado en los Estados Unidos se fusiona con la empresa MCI, con el mando como director ejecutivo de su fundador, Ebbers.
Después de la fusión, la empresa empezó a comprar todas las cadenas más pequeñas de telecomunicaciones de todos los estados. De esa manera, la empresa pudo aumentar su participación y en pocos años Bernard pasó a ser una de las personas más influyentes y poderosas en el mercado de las telecomunicaciones norteamericano. La empresa WorldCom pasó a estar valorada en ciento ochenta mil millones de dólares.
En junio de 1999, la empresa cotizaba ya en la bolsa de los Estados Unidos, entrando con un valor por acción de 64,5 dólares.
En junio del 2002, el mercado bursátil de todo el mundo bajó enormemente tras la difusión de un fraude contable cometido por la empresa WorldCom por una suma multimillonaria. En Nueva York, el índice industrial Dow Jones empezó el día con una caída de doscientos puntos aproximadamente, un margen muy inferior a la caída en el octubre del pasado año (2001). Además, el índice Nasdaq indicaba para el mes de junio de 2002 una caída del 3%, aunque luego una subida de solo el 0,38%. Por otro lado, las bolsas de valores de Londres, Frankfurt, Tokio y París siguieron bajando todo el mes.
Todo ello indicó que la empresa WorldCom, una de las empresas más grande de todo los Estados Unidos, había “maquillado” sus cuentas para poder tener ingresos de 3.800 millones de dólares, algo que su auditora Andersen no lo había indicado.

## Escándalo contable y quiebra
En el 2002, después de la caída de la empresa Enron, la U.S. Securities and Exchange Commission (Comisión de mercado de valores de los Estados Unidos) presentó documentos que ponían de manifiesto un gran fraude contable realizado por la empresa WorldCom. El departamento de Justicia y dos comisiones del congreso investigaron el caso. Bernard afirmó que no conocía nada sobre las acciones de sus gerentes y de las movidas y “maquillajes” de los estados contables. Pero las investigaciones desvelaron que el principal “cerebro” del fraude fue Bernard Ebbers. Además, dos agencias de análisis de riesgo calificaron las acciones de la compañía como “basura”, reflejando así las inevitables pérdidas que ocultaba la empresa WorldCom. Luego de muchas investigaciones, se logró descifrar el fraude, una pérdida para sus accionistas en más de 180.000 millones de dólares, una mala cuenta de gastos por más de 4 mil millones de dólares y una cuenta irregular por más de 3 mil millones de dólares.
La pregunta primordial fue cómo pudo lograr Bernard Ebbers todo esto y por qué. Las investigaciones establecieron que en el 2000 la compañía ya estaba emitiendo deuda, pero no se trasladó a los accionistas. Ese año, el mercado de las telecomunicaciones fue muy mal, en el caso de WorldCom también, pero ellos maquillaron las pérdidas contables como inversiones de capitales, así pues, sus estados financieros no publicaban pérdidas, mientras que su flujo de caja seguía intacto y sin ningún endeudamiento. Se supo que la auditora Andersen y Bernard estaban asociados a este fraude y que ambos conocían de la acción de “maquillaje” de las cuentas.
Para WorldCom significó el anuncio en bancarrota en el 2002 y el despido de más de diecisiete mil personas, Bernard fue enjuiciado y condenado a veinticinco años en prisión por el fraude. Además, la compañía auditora Andersen fue cerrada y sus principales ejecutivos fueron enjuiciados en Estados Unidos por fraude y colaboración en el mal uso de la información contable.
¿Pero quiénes más estaban implicados en este caso? La respuesta es muy simple. No solo fue Bernard el encargado de realizar toda la maniobra, sino también tuvo sus colaboradores. El director financiero de WorldCom, Scott Sullivan, también estaba implicado. Cuando la empresa inició el negocio mostraba grandes ingresos de cerca de los 1000 millones de dólares, pero para inicios del año 2000 esta entró en crisis, pues estaba adquiriendo grandes pérdidas en sus estados de resultados y el valor de las acciones estaban bajando. Por ello, Scott Sullivan empezó a inflar los estados financieros de la empresa reemplazando los gastos por inversiones de capitales por 3 mil millones a mediados del 2000 y por 800 millones a finales del 2000.
Según las investigaciones de la comisión de justicia, Scott Sullivan estaba siendo presionado por el director ejecutivo, Bernard, a alterar las cuentas de manera que se vean beneficiados y que las acciones sigan subiendo. Por ello, Scott realizaba las acciones para maquillar las cuentas. Aunque en algunos casos se pudieron reconocer en el 2002 algunas transferencias entre Bernard y Scott por unos 3 mil millones de dólares aproximadamente. Además, Scott comentó que Bernard presionaba a todas las áreas para llegar a las metas y subir las acciones y presentar buenos estados financieros a sus accionistas y a Wall Street. Todo indica que las acciones de manipulación contable eran conocidas por el director ejecutivo, Bernard, y Scott.

## El juicio a Bernard Ebbers
Después de la quiebra de la entidad y después de todas las investigaciones realizadas; a mediados del mes de julio de 2005, su exdirector ejecutivo Bernard Ebbers fue sentenciado a veinticinco años de prisión por nueve cargos de conspiración, fraude de valores y presentación de documentos no veraces ante los organismos reguladores y controladores de los Estados Unidos. Con más de 65 años, Bernard tenía que haber estado en prisión hasta cumplir noventa años. Aunque sus abogados apelaron para bajar la sentencia o que le den libertad condicional, se puede concluir que la sentencia está dada y que el fraude fue encabezado por Bernard Ebbers.
Por otro lado, la sentencia pudo haber sido peor, pero las buenas acciones de la empresa WorldCom y la de su director fueron favorables para que Bernard fuera sentenciado a menos tiempo. La juez neoyorquina, Bárbara Jones, le pudo haber impuesto una sentencia de treinta a ochenta años prisión.
Las últimas acciones de Bernard para reducir su sentencia, ha declarado que ofrece todas sus pertenencias valorizadas en más de 30 millones de dólares para reparar y dar en liquidación a la empresa WorldCom. Además, un dato particular en el juicio a WorldCom es que Bernard es el único de los 6 directivos de la empresa que mantiene su inocencia desde el inicio del juicio, los demás se han declarado culpables de las acciones cometidas en WorldCom, pero Bernard sigue declarando que nunca le llegaron documentos que fueran relevantes para la declaración de pérdidas de la empresa. Los demás directivos de la empresa que reconocieron su culpabilidad fueron sentenciados a menos tiempo que Ebbers.
Después de declarar Scott Sullivan, exdirectivo financiero, David Mayers ex supervisor, Buford Yates exdirector de contabilidad, y de reconocer su culpabilidad, acusaron a Bernard Ebbers de que él era la cabeza del fraude y que todas las acciones eran conocidas por él. Según sus testimonios, Bernard Ebbers ordenó la falsificación de todo los documentos y cuentas de la empresa. Lo que sin duda para la juez Jones le queda muy claro y declara que puede haber una conspiración contra Ebbers y dejar que se le baje sentencia a los demás implicados.
Por último, la juez afirmó que el fraude es un escándalo inmenso que no solo implica a Bernard Ebber , el exdirectivo ejecutivo y fundador, sino que deben de haber más implicados en el asunto.
Finalmente, el delicado estado de salud de Ebbers provocó que en diciembre de 2019, se le concediera la libertad anticipada. Y el 2 de febrero de 2020, Ebbers falleció.

## Después del escándalo
Después del fraude de WorldCom y otras compañías como Enron, el Congreso de Estados Unidos empezó una serie de aplicaciones para frenar la ola de fraudes millonarios de las empresas norteamericanas. Por ello, se aprobó La ley de reforma de contabilidad de compañías públicas y protección al inversionista, que entró en vigencia en julio del 2002. Años más tarde la ley es conocida como “ley Sarbanes – Oxley ”, que lleva el nombre de sus pioneros. Esta ley crea una supervisión sólida e independiente para auditar a los auditores de compañías públicas y le permite investigar sobre acciones raras y que puedan influir de manera negativa a sus accionistas.
Además, sus principales ejecutivos deberán firmar los documentos de los estados financieros y contables verificando su veracidad y responsabilizando a los mismos ejecutivos por alguna mala acción. Por otro lado, aquellos que no cumplan o que violen la nueva ley podrán ser sometidos a juicios y llegar a pasar algunos años en prisión. Además, los empleados están protegidos ante cualquier presión de sus principales jefes para cometer delitos financieros.

## En la actualidad
Después del escándalo financiero y ser el centro de las investigaciones del gobierno federal norteamericano y de la prensa, que rebautizó a la empresa como “WORLDCON”, un juego de palabras con su nombre original ya que Con en inglés significa timo o estafa; la empresa buscó una solución para salir de la bancarrota, que presentó a sus accionistas y principales grupos de interés. Para lograr este objetivo, la empresa adquirió una compañía de telecomunicaciones más pequeña llamada MCI. Tras esta adquisición, WorldCom pasó a denominarse MCI y presentó un plan al juzgado donde su principal objetivo es lograr reducir su deuda de 30.000 millones a tan solo 4.500 millones de dólares. También buscaron lograr reducir sus gastos para poder competir en el competitivo mercado de las telecomunicaciones estadounidense. Para el año 2005, los ejecutivos de la nueva empresa vendieron la compañía a la firma de telecomunicaciones estadounidense Verizon, una de las empresas más grandes del sector.